# Dorsifulcrum seydeli
Dorsifulcrum seydeli är en fjärilsart som beskrevs av Claude Herbulot 1979. Dorsifulcrum seydeli ingår i släktet Dorsifulcrum och familjen mätare. Inga underarter finns listade i Catalogue of Life.